# A Legal Matter/Instant Party
A Legal Matter/Instant Party è il sesto singolo del gruppo rock inglese The Who, pubblicato nel Regno Unito nel 1966.

## Descrizione
Venne pubblicato senza l'autorizzazione del gruppo dalla loro ex casa discografica dopo che erano passati alla Reaction Records e avevano cambiato manager.

## Tracce
Lato A
1. A Legal Matter – 2:45 (Pete Townshend)

Lato B
1. Instant Party – 3:10 (Pete Townshend)